# Rupp Arena
Die Rupp Arena ist eine Multifunktionsarena in der US-amerikanischen Stadt Lexington im Bundesstaat Kentucky. Sie ist das Herzstück des Lexington Centers, ein Kongress- und Einkaufszentrum, das 1976 vom Lexington-Fayette Urban County Government, eröffnet wurde.

## Geschichte
Erster Nutzer der im Oktober 1976 eröffneten Arena war die University of Kentucky, die die größte Arena Kentuckys zunächst für die Spiele der Männermannschaft, die „Kentucky Wildcats“ aus der Southeastern Conference (SEC) und später auch für die ihrer Frauenteams nutzte. Von 1996 bis 2001 war die Rupp Arena zudem Heimstadion der Kentucky Thoroughblades, ein Eishockey-Franchise, das inzwischen nach Worcester umgezogen ist und dort als Farmteam der San Jose Sharks aus der NHL unter dem Namen Worcester Sharks in der American Hockey League spielt. Ein weiteres Eishockeyteam, das die Halle für seine Heimspiele nutzte, waren die Lexington Men O’War aus der Minor League ECHL in der Saison 2002/03. Von 2003 bis 2009 trugen zudem die Lexington Horsemen aus der zweitklassigen arenafootball2 ihre Heimspiele in der Rupp Arena aus. Der Gebäudekomplex umfasst zudem ein Theater mit 2.300 und eine Konzerthalle mit 10.000 Zuschauerplätzen. Benannt ist die Arena nach der amerikanischen Basketball-Trainerlegende Adolph Rupp, der selbst lange Zeit an der University of Kentucky tätig war.
Über die Spielzeiten 2014/15 und 2015/16 wurde die Rupp Arena für 16 Mio. US-Dollar modernisiert. So wurde ein Daktronics-Videowürfel unter der Hallendecke montiert. Das Parkett des Basketballspielfeldes wurde abgeschliffen und mit dem neuen Logo versehen. In der Ostecke wurden zusätzliche Plätze für Journalisten installiert. Des Weiteren wurde die Halle u. a. mit LED-Werbebanden, einer neuen Beschallungsanlage, Anzeigetafeln, neuen Korbanlagen und Wurfuhren ausgestattet.
Neben den Sportveranstaltungen dient die Halle als Konzert- und Showarena. Das berühmteste Konzert der Rupp Arena fand gar nicht statt. Am 23. August 1977 sollte Elvis Presley in der Rupp Arena auftreten. Eine Woche zuvor, am 16. August, starb der King.

### NCAA-Basketball-Turniere
- 1977: Halbfinale und Finale der Mideast Region
- 1980: Halbfinale und Finale der Mideast Region
- 1984: Halbfinale und Finale der Mideast Region
- 1985: Final Four der NCAA Men’s Division I Basketball Championship
- 1989: Halbfinale und Finale der Southeast Region
- 1992: Halbfinale und Finale der Southeast Region
- 1994: Erste und zweite Finalrunde
- 1996: Halbfinale und Finale der Southeast Region
- 1998: Erste und zweite Finalrunde
- 2002: Finale der South Region
- 2007: Erste und zweite Finalrunde

## Kapazität
Obwohl die offizielle Zuschauerkapazität bei Basketballspielen nur 23.500 Plätze beträgt, fanden schon oftmals mehr als 24.000 Zuschauer bei Collegespielen in der Arena Platz. Die ist möglich, da nur der Unterrang und damit weniger als die Hälfte der Sitzplätze mit Sitzschalen ausgestattet sind, der komplette Oberrang besteht aus Sitzbänken. Zudem gibt es im Unterrang, direkt hinter einem der beiden Körbe, einen Stehblock, die sogenannte „eRUPPtion Zone“. Anders als viele in dieser Zeit errichteten Stadien besitzt die Rupp Arena keine Luxussuiten, diese wurden auch nicht bei einer der späteren Renovierungsmaßnahmen hinzugefügt. Dies ist vor allem darauf zurückzuführen, dass Suiten die Kapazität bei den stark besuchten Spielen der Basketballmannschaften erheblich einschränken würden. Des Weiteren besaß die Halle früher untypischerweise keinen Videowürfel, da diesen die Hallendecke nicht halten könnte. Stattdessen wurden zwei Videoleinwände in der Arena installiert. Seit dem Umbau besitzt die Arena seit 2016 einen modernen Videowürfel.

## Mögliche neue Arena
Momentan plant die Stadt Lexington, bis zum Jahr 2018 ein neues Basketballarena zu errichten. Die Kapazität der neuen Arena soll zwischen 24.000 und 30.000 Plätze umfassen.

## Trivia
- Der erste in der neuen Arena erzielte Korb wurde feierlich von Rupps Enkel Chip geworfen.
- Der Zuschauerrekord in der Rupp Arena wurde am 10. Februar 2007 mit 24.465 Besuchern bei der 61:64-Niederlage gegen die Florida Gators erzielt.
- Die Kentucky Wildcats sind das einzige Basketballteam der NCAA, das jedes seiner Heimspiele außerhalb des eigenen Campus austrägt.
- Seit die University of Kentucky in der Rupp Arena spielt, erreichte sie in 19 von 31 Spielzeiten den höchsten Zuschauerschnitt der gesamten Liga, davon elfmal in den letzten zwölf Spielzeiten. In den verbleibenden zwölf Spielzeiten, in denen die Universität nicht den höchsten Zuschauerschnitt erreichen konnte, belegten die Wildcats jeweils knapp den zweiten Platz hinter der Syracuse University, die ihre Spiele im 33.000 Zuschauer fassenden Carrier Dome austrug.

## Galerie

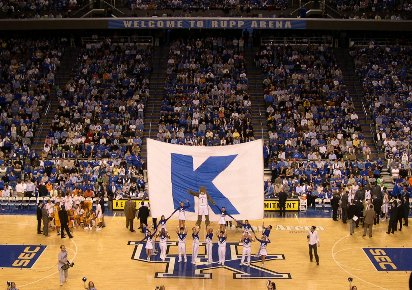
Cheerleaders der University of Kentucky vor einem Basketballspiel (2005)
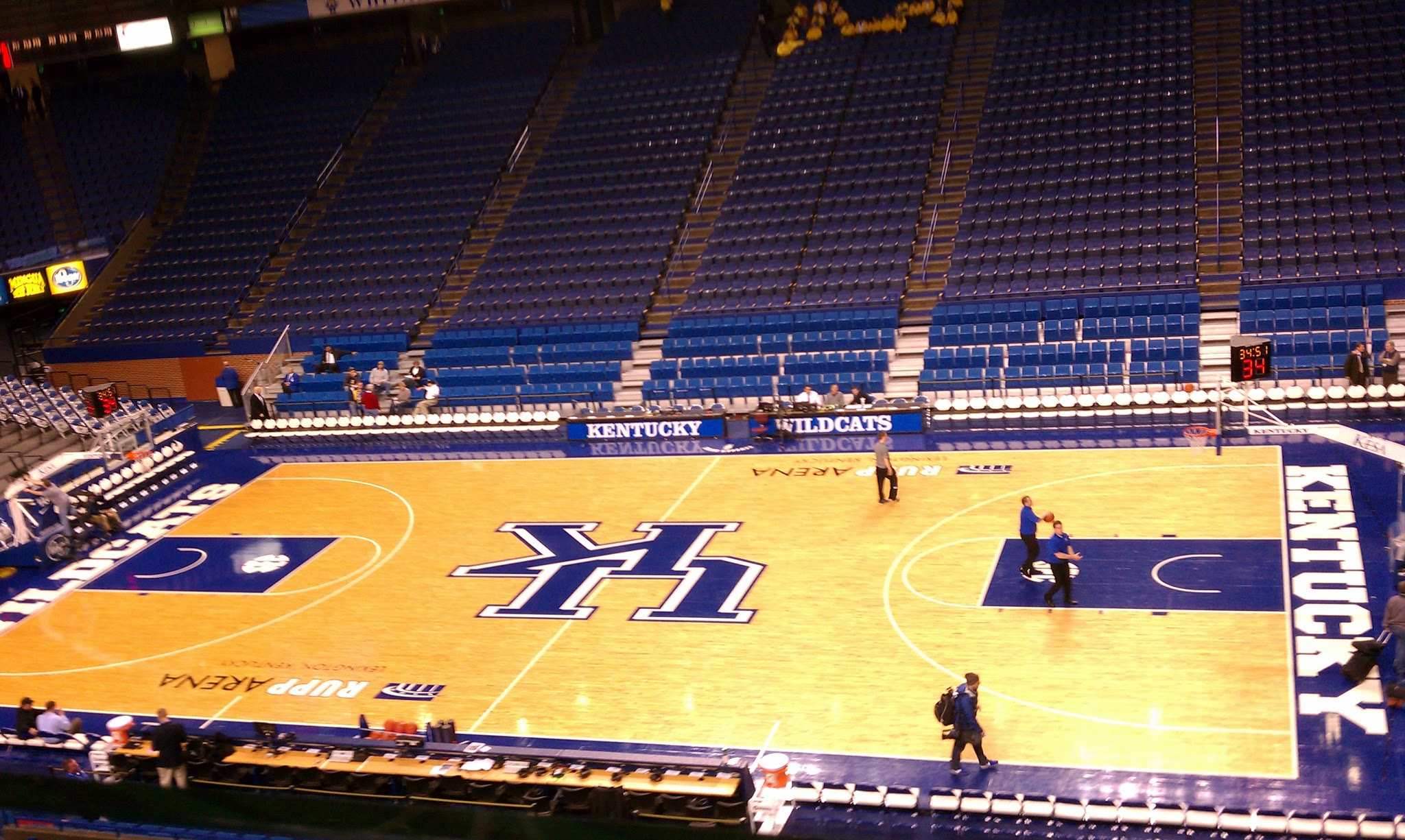
Innenansicht (2013)
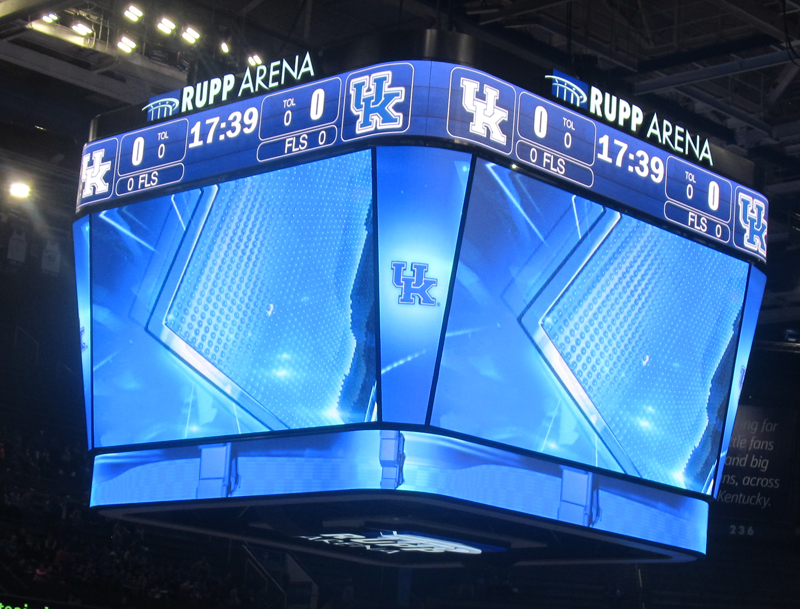
Der unter der Hallendecke hängende Videowürfel (2016)
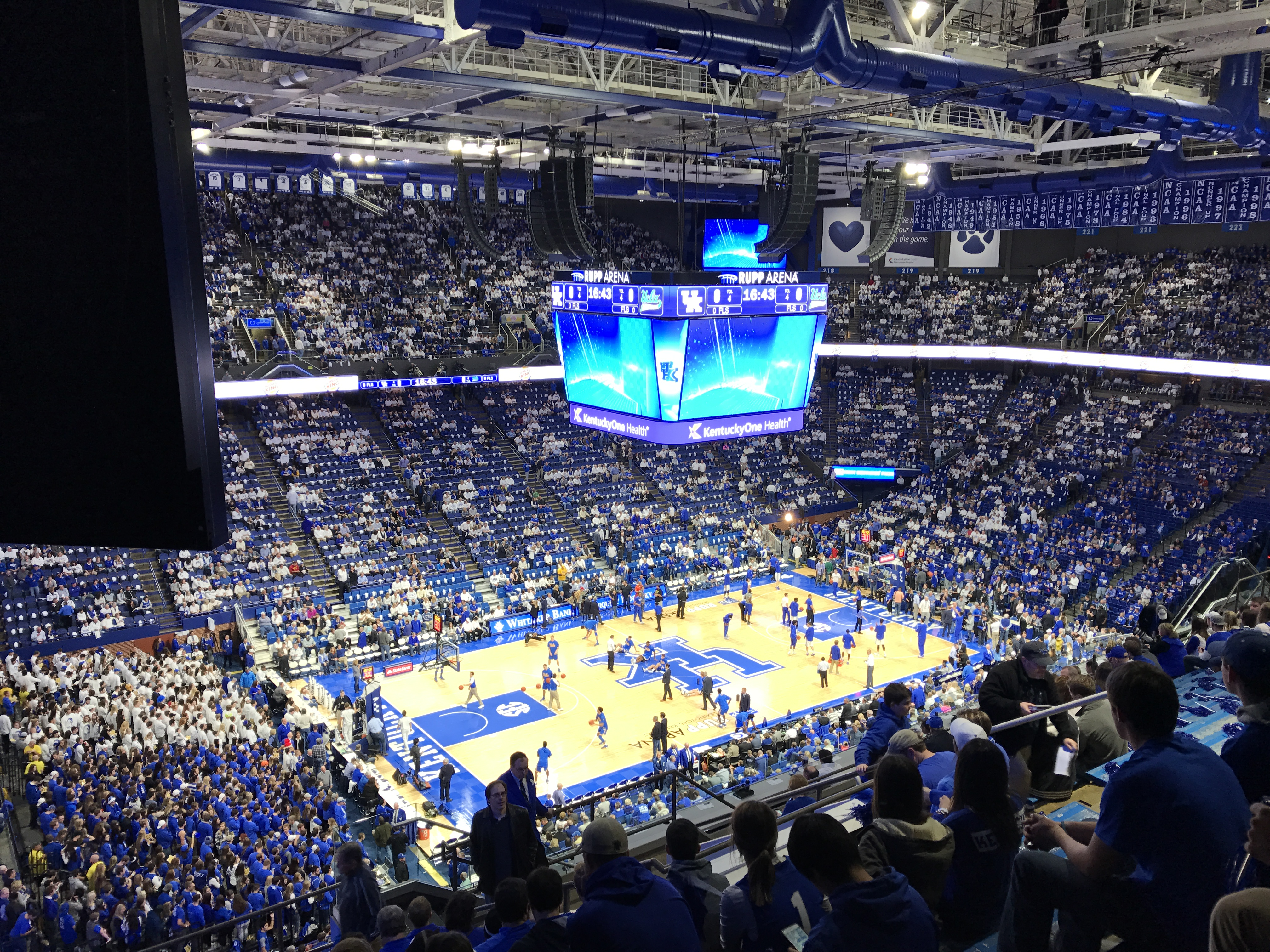
Innenansicht (2016)